# Wirtschaftswunder
 (octobre 2012).
Si vous disposez d'ouvrages ou d'articles de référence ou si vous connaissez des sites web de qualité traitant du thème abordé ici, merci de compléter l'article en donnant les références utiles à sa vérifiabilité et en les liant à la section « Notes et références ».
Le Wirtschaftswunder (« miracle économique ») désigne, dans l'histoire économique de l'Allemagne, la rapide croissance économique en Allemagne de l'Ouest (RFA) et en Autriche après la Seconde Guerre mondiale.

## La croissance rapide en Allemagne
Le Wirtschaftswunder prend sa source dans l'aide matérielle massive reçue par le pays (le plan Marshall), la réforme monétaire de 1948 qui fait du Deutsche Mark la monnaie allemande en lieu et place du Reichsmark. La longue durée du temps de travail, le plein-emploi et la main-d'œuvre étrangère ont également soutenu l'essor économique, à tel point qu'à la fin des années 1950, la RFA devint la seconde puissance économique mondiale. Le Wirtschaftswunder est souvent associé à la personne de Ludwig Erhard, ministre de l'économie de 1949 à 1963 sous le chancelier Konrad Adenauer.
À la base de cette croissance se situent également le capital humain de la population allemande et la relance économique issue de la reconstruction (phénomène de relance keynésienne).

## L'économie sociale de marché et l'origine du miracle économique
Après la fin de la Seconde Guerre mondiale, en 1945, le parti politique allemand CDU naît sous la présidence de Konrad Adenauer. Le nouveau parti se présente comme un « parti populaire multi-confessionnel anti-socialiste ».
Le Reichsmark n'ayant plus aucune valeur après guerre, il est remplacé par le Deutsche Mark (DM) le 21 juin 1948 dans les trois zones d'occupation occidentales (États-Unis, Royaume-Uni et France). Cette réforme est décidée par des experts allemands, parmi lesquels le professeur Ludwig Erhard. Chaque Allemand reçoit une somme de départ (le Kopfgeld) de 50 DM, puis l'échange s'effectue à 1 DM contre 10 Reichsmark. Au total, environ 93 % de la masse monétaire circulant en 1948 est supprimée.
Le plan de réforme monétaire est majoritairement géré par les États-Unis. Cette réforme permet une consolidation économique et l'adhésion à l'ERP (European Recovery Program, ou Programme de reprise économique), également connu sous le nom de plan Marshall.
Quelques jours plus tard a lieu la publication des Documents de Francfort. Le premier document contient l'autorisation des 11 chefs de gouvernement des Länder pour l'élaboration d'un pouvoir central approprié et l'unité allemande autour de droits fondamentaux. Le deuxième document contient la demande de modifications des frontières dans les zones de l'ouest. Le troisième, enfin, insiste sur l'exigence de principes fondamentaux dans le but de créer un statut spécial pour les zones d'occupation. Ces documents sont considérés comme l'acte de naissance de la RFA. Un rétablissement progressif de l'ordre social et économique s'ensuit. En 1949, Ludwig Erhard devient ministre de l'économie et forge le concept d'économie sociale de marché (Soziale Marktwirtschaft).
Il applique une politique économique inspirée de l’ordolibéralisme privilégiant la recherche de la stabilité monétaire et la responsabilité individuelle au détriment du plein-emploi et de la hausse des salaires. Cette politique conduit en particulier à la libération des prix, à l’ouverture au libre-échange international, à des privatisations, à l’indépendance de la Bundesbank, et à la promotion de la concurrence.
L'économie sociale de marché devient, au début des années 1950, l'idée principale de la politique de la RFA. Il s'agit à l'origine d'une simple idée, d'un concept, qui est progressivement transposée dans l'économie allemande, en en devenant même l'un des principaux éléments. L'économie sociale de marché consiste en un mélange de deux systèmes. Elle retient en effet des éléments de marché libre ainsi que d'économie plus centralisée. Elle se pose alors comme un troisième choix entre peu ou trop d'interventions de l'État dans l'économie. La conception de l'économie sociale de marché lie le principe de la liberté des marchés et celui de la compensation sociale.

## L'excellence industrielle, seconde source du miracle
L'industrie allemande retrouve rapidement son niveau d'avant-guerre. Dans l'automobile, la chimie, l'industrie mécanique et électronique, etc., sa réputation d'excellence lui permet de rester largement exportatrice, malgré des coûts de production élevés. L'enseignement professionnel de haut niveau assure longtemps des débouchés à la jeunesse. L'élargissement européen (par exemple, Airbus) contribue à la maintenir au sommet de l'économie mondiale.

## La crise du modèle allemand
Le système allemand, après quarante ans de haute performance, a peut-être atteint ses limites depuis la réunification. Il supposait une forte solidarité entre le patronat, souvent issu du monde des PME, le monde du travail et l'éducation, axée sur la formation technique et professionnelle. La concentration et la mondialisation des entreprises encouragent les délocalisations, tandis que le recul des industries fortes consommatrices de main-d'œuvre décourage les systèmes de formation traditionnels. Le chômage, presque marginal avant 1989, est devenu une réalité de masse. L'économie allemande doit supporter le double fardeau des retraites, avec une population parmi les plus âgées d'Europe, et de la reconstruction des Länder de l'Est. La fuite des capitaux vers des paradis fiscaux, comme le Luxembourg, et l'exode des retraités aisés vers les climats ensoleillés (Espagne surtout) entraînent une perte de revenus pour la collectivité.
Si les gouvernements Schröder et Merkel ont ponctuellement sauvé le système de retraites, ils n'ont pas résolu les problèmes récurrents de la dénatalité et du désinvestissement.

## En Autriche
L'Autriche bénéficie également du plan Marshall. Le schilling autrichien sera stabilisé par une politique monétaire adéquate.